# Леденьга
Ле́деньга (рос. Леденьга) — селище у складі Бабушкінського району Вологодської області, Росія. Входить до складу Бабушкінського сільського поселення.

## Населення
Населення — 24 особи (2010; 35 у 2002).
Національний склад (станом на 2002 рік):
- росіяни — 91 %